# Consistório Ordinário Público de 1842

## Cardeais
| Nº                  | País               | Nome                            | Idade              | Cargo                  | Título ou Diaconia                         |
| Cardeais eleitores  | Cardeais eleitores | Cardeais eleitores              | Cardeais eleitores | Cardeais eleitores     | Cardeais eleitores                         |
| ------------------- | ------------------ | ------------------------------- | ------------------ | ---------------------- | ------------------------------------------ |
| 1                   | Áustria            | Frederico João de Schwarzenberg | 32                 | Arcebispo de Salzburgo | Cardeal-presbítero de Santo Agostinho      |
| 2                   | Itália             | Cosimo Corsi                    | 43                 |                        | Cardeal-presbítero de São João e São Paulo |
| Revelado In Pectore |                    |                                 |                    |                        |                                            |
| 3                   | Itália             | Francesco Saverio Massimo       | 35                 |                        | Cardeal-diácono de Santa Maria em Domnica  |
| 4                   | Itália             | Charles Januarius Acton         | 38                 |                        | Cardeal-presbítero de Nossa Senhora da Paz |
| 5                   | Itália             | Luigi Vannicelli Casoni         | 40                 | Vice-Camerlengo        | Cardeal-presbítero de São Calisto          |